# Gamla laugin
Gamla laugin är en varm källa i regionen Suðurland på Island. Den ligger i byn Flúðir, omkring 80 km öster om Reykjavik och utmed turistrutten Gyllene cirkeln.